# Federazione Italiana Pesca Sportiva ed Attività Subacquee
La Federazione Italiana Pesca Sportiva ed Attività Subacquee (FIPSAS), già Federazione Italiana Pesca Sportiva (FIPS), è l'associazione italiana che ha per fine la pratica della pesca sportiva, in mare e in acqua dolce, delle attività subacquee e delle attività agonistiche e amatoriali praticate con l'ausilio di pinne.
È membro fondatore della CIPS (Confédération internationale de la pêche sportive) e della CMAS (Confédération mondiale des activités subaquatiques).
È la quinta federazione sportiva per numero di affiliati del Comitato Olimpico Nazionale Italiano (C.O.N.I.)

## Storia
La FIPSAS nasce il 27 giugno 1942 col nome di FIPS (Federazione Italiana Pesca Sportiva). Dopo la guerra, la FIPS ebbe l'incarico di riorganizzare il settore pesca di sua competenza.
Nel 1949 gli sport subacquei entrano a far parte della Federazione, in particolare la "pesca subacquea". A causa di numerosi incidenti causati da un uso improprio di bombole e relative attrezzature, nel 1959 Duilio Marcante istituisce a Nervi la Scuola nazionale di immersione federale, tramite la quale vengono dispensati corsi e brevetti.
In seguito la FIPS diventa FIPSAS, con l'ufficializzazione delle attività subacquee all'interno della Federazione. Svolge inoltre funzioni di rilievo di protezione ambientale (dal 2004 è riconosciuta associazione nazionale di protezione ambientale dal Ministero dell'Ambiente e della tutela del territorio e del mare) e di protezione civile, e fornisce corsi di perfezionamento nelle varie discipline.
La Federazione Italiana Pesca Sportiva e Attività Subacquee organizza, sotto l'egida del C.O.N.I., gare e campionati di pesca in acque interne e in mare e di pesca in apnea, tanto che per questo motivo è tra i soci fondatori della CMAS.
Ogni anno le rappresentative italiane partecipano ai campionati del mondo nelle varie specialità sia di pesca in acque interne, sia in mare lottando sempre nelle prime posizioni.

## Discipline gestite
Pesca
- Pesca alla trota torrente e lago
- Pesca alla carpa
- Pesca con la mosca
- Pesca a spinning dalla riva e da barca
- Pesca con la bilancella
- Lancio tecnico
- Canna da riva
- Canna da natante
- Bolentino
- Surfcasting
- Lancio tecnico con peso di mare
- Traina costiera e d'altura
- Drifting
- Pesca subacquea in apnea

Settore attività subacquea
- Immersione in apnea
- Tiro al bersaglio subacqueo
- Hockey subacqueo
- Rugby subacqueo
- Cacciafotosub
- Fotografia subacquea
- Video subacqueo
- Orientamento subacqueo

Nuoto pinnato
- Nuoto pinnato
- Basket con le pinne (Finswimming basket)
- Pallanuoto con le pinne (Finswimming ball)